# Беомужевић
Беомужевић је насељено место града Ваљева у Колубарском округу. Према попису из 2022. било је 378 становника.

## Историја
Први помен села је забележен у турском попису (тефтеру) за хиџретску 934. годину, тј. 1527/1528. годину по садашњем рачунању времена.

Транскрибован на модерни турски, са османске арабице, унос са 254. странице тефтера TD 144 је гласио овако:
Belmujik karye, Valyeva nahiye - Село Белмужик (или Белмужућ), Нахија Ваљево

## Демографија
У насељу Беомужевић живи 448 пунолетних становника, а просечна старост становништва износи 45,7 година (44,0 код мушкараца и 47,4 код жена). У насељу има 153 домаћинства, а просечан број чланова по домаћинству је 3,45.
Ово насеље је великим делом насељено Србима (према попису из 2002. године), а у последња три пописа, примећен је пад у броју становника.
|  |

| Демографија | Демографија | Демографија |
| Година      | Становника  | Становника  |
| ----------- | ----------- | ----------- |
| 1948.       | 868         |             |
| 1953.       | 839         |             |
| 1961.       | 851         |             |
| 1971.       | 788         |             |
| 1981.       | 696         |             |
| 1991.       | 593         | 588         |
| 2002.       | 528         | 528         |

| Етнички састав према попису из 2002.‍ | Етнички састав према попису из 2002.‍ | Етнички састав према попису из 2002.‍ | Етнички састав према попису из 2002.‍ | Етнички састав према попису из 2002.‍ |
| ------------------------------------ | ------------------------------------ | ------------------------------------ | ------------------------------------ | ------------------------------------ |
|                                      |                                      |                                      |                                      |                                      |
| Срби                                 | Срби                                 |                                      | 521                                  | 98,67%                               |
| непознато                            | непознато                            |                                      | 7                                    | 1,32%                                |

| Година пописа     | 1948. | 1953. | 1961. | 1971. | 1981. | 1991. | 2002. |
| ----------------- | ----- | ----- | ----- | ----- | ----- | ----- | ----- |
| Број домаћинстава | 143   | 147   | 174   | 170   | 163   | 159   | 153   |

| Број чланова      | 1  | 2  | 3  | 4  | 5  | 6  | 7 | 8 | 9 | 10 и више | Просек |
| ----------------- | -- | -- | -- | -- | -- | -- | - | - | - | --------- | ------ |
| Број домаћинстава | 23 | 36 | 27 | 20 | 26 | 11 | 6 | 2 | 2 | 0         | 3,45   |

| Пол    | Укупно | Неожењен/Неудата | Ожењен/Удата | Удовац/Удовица | Разведен/Разведена | Непознато |
| ------ | ------ | ---------------- | ------------ | -------------- | ------------------ | --------- |
| Мушки  | 234    | 67               | 144          | 15             | 3                  | 5         |
| Женски | 231    | 32               | 146          | 50             | 0                  | 3         |
| УКУПНО | 465    | 99               | 290          | 65             | 3                  | 8         |

| Пол    | Укупно                    | Пољопривреда, лов и шумарство | Рибарство                            | Вађење руде и камена | Прерађивачка индустрија       |
| ------ | ------------------------- | ----------------------------- | ------------------------------------ | -------------------- | ----------------------------- |
| Мушки  | 150                       | 123                           | 0                                    | 0                    | 9                             |
| Женски | 106                       | 96                            | 0                                    | 0                    | 2                             |
| УКУПНО | 256                       | 219                           | 0                                    | 0                    | 11                            |
| Пол    | Производња и снабдевање   | Грађевинарство                | Трговина                             | Хотели и ресторани   | Саобраћај, складиштење и везе |
| Мушки  | 1                         | 0                             | 2                                    | 2                    | 3                             |
| Женски | 0                         | 0                             | 2                                    | 1                    | 0                             |
| УКУПНО | 1                         | 0                             | 4                                    | 3                    | 3                             |
| Пол    | Финансијско посредовање   | Некретнине                    | Државна управа и одбрана             | Образовање           | Здравствени и социјални рад   |
| Мушки  | 0                         | 0                             | 3                                    | 3                    | 0                             |
| Женски | 0                         | 0                             | 0                                    | 3                    | 1                             |
| УКУПНО | 0                         | 0                             | 3                                    | 6                    | 1                             |
| Пол    | Остале услужне активности | Приватна домаћинства          | Екстериторијалне организације и тела | Непознато            | Непознато                     |
| Мушки  | 0                         | 0                             | 0                                    | 4                    | 4                             |
| Женски | 0                         | 0                             | 0                                    | 1                    | 1                             |
| УКУПНО | 0                         | 0                             | 0                                    | 5                    | 5                             |

## Галерија
- село Беомужевић - панорама
- село Беомужевић - панорама
- село Беомужевић - панорама
- село Беомужевић - панорама
- село Беомужевић - панорама
- село Беомужевић - панорама